# Логотип Костянтинівської міської територіальної громади
Логотип Костянтинівської міської територіальної громади — графічний знак, який є неофіційною частиною бренду міської територіальної громади з адміністративним центром у Костянтинівці Донецької області.
Створений у 2022 році Костянтином Пєвніковим .  

## Історія
На початку грудня 2021 року міською радою Костянтинівки було започатковано конкурс «Логотип Костянтинівської міської територіальної громади», метою якого був відбір ідей для створення логотипу та гасла Костянтинівської МТГ. Усього на конкурс було подано 13 робіт, а переможця обирали шляхом онлайн-голосування. Внаслідок цього було обрано логотип авторства місцевого мешканця Костянтина Пєвнікова. Він отримав за це винагороду 12 січня 2022 року . 

## Опис
Значною мірою логотип дублює офіційну символіку міста — прапор Костянтинівки з червоним, зеленим і лазурним кольорами та герб міста із зображенням кришталевого фонтану, який виготовили у місті в 1939 році для радянського павільйону на Всесвітній виставці в Нью-Йорку . Також на логотипі є зображення серця і сім’ї — це символізує те, що центром громади є місцеві мешканці .